# Dendrobium flexicaule
Dendrobium flexicaule är en orkidéart som beskrevs av Z.H.Tsi, S.C.Sun och L.G.Xu. Dendrobium flexicaule ingår i släktet Dendrobium, och familjen orkidéer. IUCN kategoriserar arten globalt som starkt hotad. Inga underarter finns listade i Catalogue of Life.